# Mastotermes anglicus
Mastotermes anglicus  (лат.) — ископаемый вид термитов рода Mastotermes (семейство Mastotermitidae). Обнаружен в эоценовых отложениях Великобритании (Bembridge Marls, Bouldnor Formation; эоцен на границе с олигоценом). Возраст находки более 35 млн лет. Один из древних видов термитов.

## Описание
Мелкие ископаемые термиты, которые были описаны по отпечаткам крыльев имаго. Длина тела 15 мм. Длина заднего крыла около 25,8 мм, ширина — 8,8 мм.
Вид Mastotermes anglicus был впервые описан в 1913 году энтомологом бароном Куртом фон Розеном (Kurt von Rosen) вместе с таксоном M. bournmouthensis (эоцен, Великобритания), M. croaticus (миоцен, Хорватия), Archotermopsis tornquisti (эоцен, балтийский янтарь, Россия) и другими.
Видовое название M. anglicus происходит от места обнаружения (Англия). Семейство Mastotermitidae Silvestri, 1909 состоит из единственного рода Mastotermes Froggat, 1897, представленного примерно десятком ископаемых и только одним современным видом из Австралии (термит дарвинов). M. anglicus наиболее близок к видам M. minutus Nel et Borguet, 2006 (ранний эоцен, Франция) и M. nepropadyom, с таким же мелким размером и редуцированным жилкованием крыльев.